# Копельман, Зоя Леонтьевна
Зоя Копельман (род. 1952, Москва, СССР) — израильский литературовед, переводчик, доктор филологических наук, преподаватель Еврейского университете в Иерусалиме.

## Биография
Родилась в Москве. Окончила Московский институт электронного машиностроения (МИЭМ) . После 9.5 лет "в отказе" в 1987 году переехала в Израиль. В Еврейском университете в Иерусалиме получила второе высшее образование по ивритской литературе, а затем и докторскую степень.

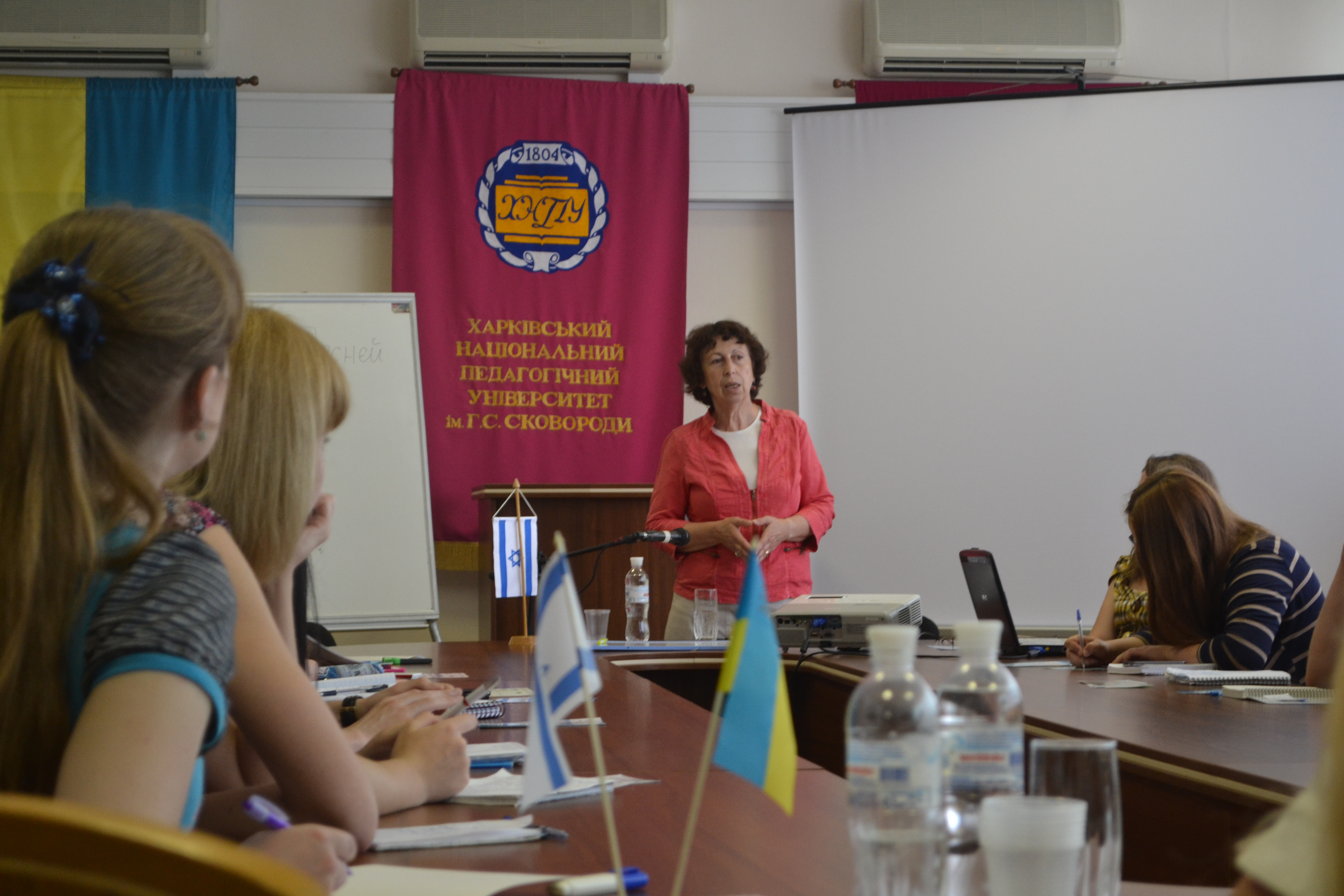
Зоя Копельман на встрече с харьковскими студентами

Преподавала в Еврейском университете и других учебных заведениях Израиля, а также как приглашенный лектор в России и Украине. Профессиональные интересы  – современная ивритская литература, её история и связь с русской культурой, а также с еврейскими классическими текстами, в первую очередь – Танахом. Так, сочинения Копельман посвящены Михаилу Лермонтову и Александру Пушкину в ивритской культуре. В других своих работах она рассматривает влияние ивритской литературы на российских поэтов и писателей.
Много лет писала для Краткой еврейской энциклопедии. Ею написаны статьи о таких авторах и деятелях культуры, как Иегуда Галеви, Рахель Блувштейн, Саул Черниховский, Авраам Шлёнский, Яков Фихман, Давид Шимони, Яков Штейнберг, Рут Альмог и других.
Неоднократно читала в Москве, на кафедре иудаики Института стран Азии и Африки Московского государственного университета курсы об израильской литературе и прозе Шмуэля Йосефа Агнона.
На базе Открытого университета Израиля редактировала перевод на русский язык курса ивритской литературы начала XX века. Составила хрестоматию на ту же тему для преподавания курса на русском языке.

## Избранные публикации
В 2022 году в Москве, в изд-ве ОГИ вышел том избранных повестей и рассказов Шмуэля Йосефа Агнона в переводе Зои Копельман - "Два мудреца, что жили в нашем городе". Почти все произведения в книге публикуются на русском языке впервые.
В 2011 году в Москве, в изд-ве Ладомир (Литпамятники) вышла книга "Иегуда Галеви. Песни Сиона", где собраны переводы Шломо Крола из ивритской поэзии "золотого века" в средневековой Испании, статьи Зои Копельман, Франца Розенцвейга и Шломо Крола об этом поэте и о культуре "золотого века", а также произведения о Иегуде Галеви, в переводе с разных языков.
В 2006 году в Иерусалиме, в изд-ве Гешарим (Мосты культуры) вышла книга статей и архивных материалов, рассказывающих о взглядах Эйнштейна на евреев и сионизм, подготовленная Зоей Копельман: "Альберт Эйнштейн. Обрести достоинство и свободу".
В 2004 году в Иерусалиме, в изд-ве Гешарим (Мосты культуры) вышла книга избранных рассказов израильского писателя Дана Цалки "На пути в Халеб" в переводах Зои Копельман.
В 1998 году в Иерусалиме, в изд-ве Гешарим (Мосты культуры) вышла книга "Владислав Ходасевич. Из еврейских поэтов" с ивритскими оригиналами и их переводами, выполненными Ходасевичем, а также со статьями об ивритских авторах, чьи стихи он переводил, и рассказом об обстоятельствах создания первого издания книги с таким же названием.